# Tóth József (hidrogeológus)
Tóth József (Békés, 1933. június 22. –) kanadai magyar hidrogeológus, a kanadai University of Alberta professor emeritusa, az Eötvös Loránd Tudományegyetem címzetes egyetemi tanára, az MTA külső tagja. A modern hidrogeológia atyja.

## Életrajz
Tóth József 1933-ban Békésen született; Kanadában a University of Alberta professzor emeritusa és Budapesten az Eötvös Loránd Tudomány Egyetem címzetes egyetemi tanára. 1951-ben érettségizett, politikai okokból nem mehetett egyemre, a csepeli Rákosi Mátyás vas- és fémművekben szerszámkészítőként szabadult fel segédnek. 1952-ben felvételt nyert a Soproni Egyetemre, mint geofizikus hallgató. Aktívan részt vett az ’56-os forradalomban, aminek bukása után Hollandiába menekült. Tanulmányait újra kezdte az Utrechti egyetemen, 1960-ban végzett és feleségével és két gyermekével a Kanadai Alberta tartományba kivándorolt. 1965-ben Utrechtben doktorált.
Habár geofizikusként kapott állást a Research Council of Alberta-ban, rövidesen talajvíz tanácsadóként kellett dolgoznia. Hidrogeológiai ismeretek nélkül, saját gondolataira kellett támaszkodnia a munkájában. Így születettek meg és nevéhez fűződnek: a felszín alatti vizek medencehidraulikai elemzésének a matematikai megalapozása, ezt két, szemléletet váltó tanulmányban közölte le 1962 és ’63-ban; a vizek áramlásrendszerekbe foglalt mozgásának a leírása; az áramlásrendszereknek mint egyetlen felszín alatti általános földtani hatótényezőkénti felismerése; és ezeket összefoglalva, a modern hidrogeológia alapfogalmának a megalkotása. A 2009-ben angolul megjelent, és 2015-ben kínai nyelvre is lefordított, könyvéből idézve: „A Modern hidrogeológiát úgy definiálhatjuk mint azon folyamatok és jelenségek tudománya és gyakorlati alkalmazása melyek a talajvíz és kőzetváz egymásrahatásának az eredményei.” Röviden, elmélete a hidrogeológia vízellátási tudományát egy tágabb értelmű földtani tudománnyá fejlesztette ki.
Az elméletére alapozott több mint száz nemzetközi hatású közleménye között több tanulmánya speciális szakterületeket érint, mint pl. a nagyintenzitású radioaktív hulladékok felszín alatti tárolása; szikes talajok képződése és javítása; szénhidrogén és uránérc kutatás; talaj- és kőzetmechanika; vizes élőhelyek keletkezése. Elmélete a mai a napig, ötvenhat évvel előterjesztése után, fokozódó nemzetközi érdeklődést és tovább fejlesztést élvez.
Tóth József aktív részese a hazai tudományos életnek is, melynek nemzetközileg kiemelkedő teljesítményével világszerte elismerést szerez. Szívügyének tekinti a magyar hidrogeológusok nemzetközi kapcsolatainak építését, a hazai diákok külföldi tanulmányainak elősegítését. 2013-ban a hidrogeológia modernizálásában folytatott nemzetközileg egyedülálló tevékenységéért megkapta a Magyar Érdemrend középkereszt polgári tagozata állami kitüntetést. Munkásságában kiemelt figyelmet fordít a hazai hidrogeológiai oktatás és kutatás fejlesztésére és a szakma nemzetközi kapcsolatainak az építésére.
Tóth József számos szakmai elismerése közé tartozik a négy, nemzetközileg legmagasabbnak tekintett kitüntetés, melyek közül még kiemelkedik az évente kiadott Geological Society of America „O.E. Meinzer Award”-ja, amelyet Ő elsőként nyert el, 1965-ben. 2016 szeptemberében az MTA külső tagjává választották.

## Tóth József és Erzsébet Hidrogeológia Professzúra

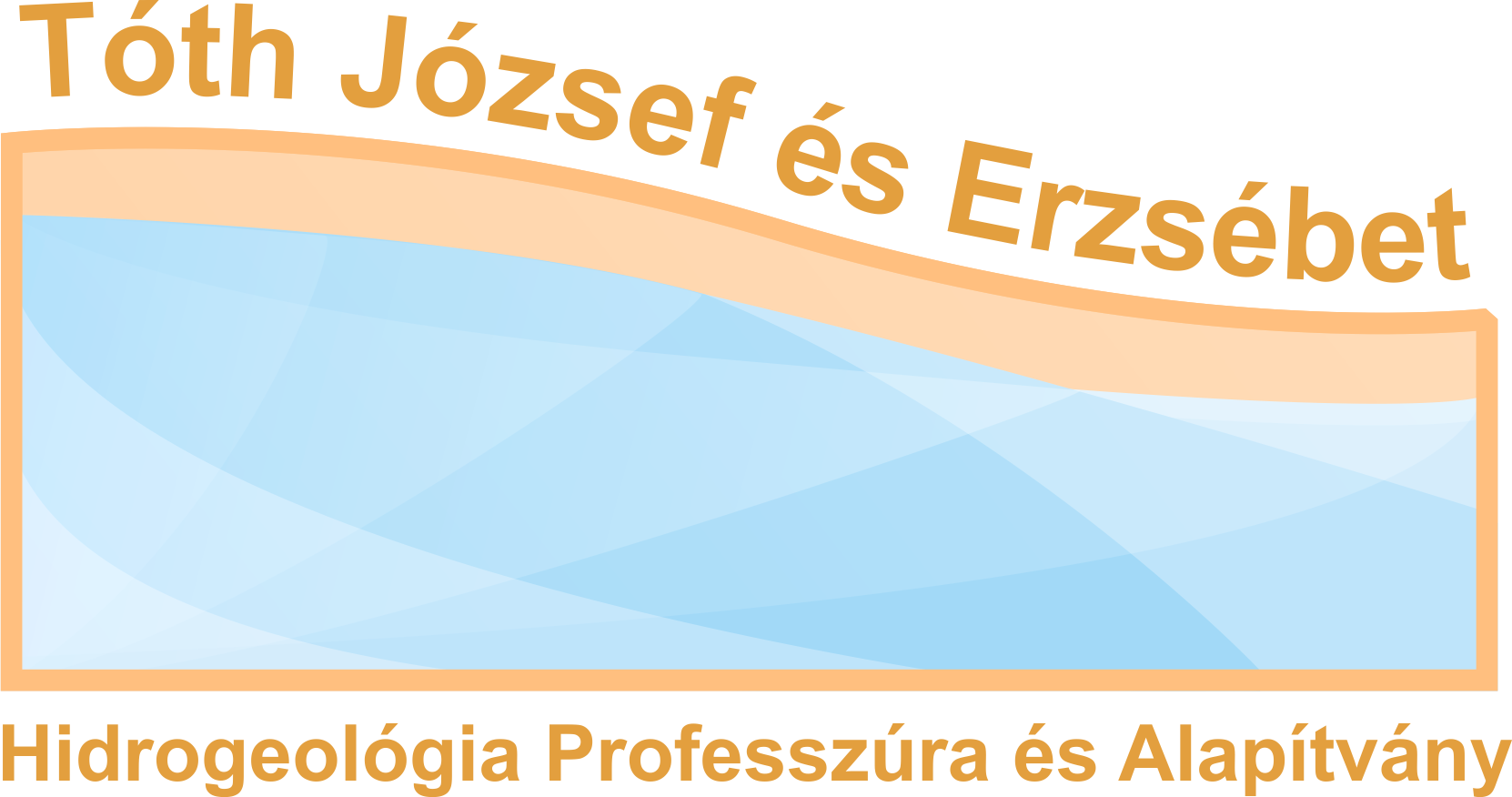
https://web.archive.org/web/20180123072205/http://tothprofesszura.elte.hu/

A Tóth József és Erzsébet Hidrogeológia Professzúra Alapítvány a magyar hidrogeológia fejlesztésére és a hazai hidrogeológus oktatás és kutatás, valamint a nemzetközi kapcsolatok erősítésére jött létre. Az alapítvány szakmai munkáját végző azonos nevű Professzúra 2016. szeptember 1-én létrejött új tudományos központ. Az Alapítvány küldetését a Professzúrán keresztül valósítja meg. A Professzúra az ELTE TTK Általános és Alkalmazott Földtani Tanszéke szervezeti keretein belül kapott helyet, a Professzúra működését előmozdító Alapítvány is ugyanitt székel. A hidrogeológia fejlesztésén belül a Professzúra és az Alapítvány működésének középpontjában az ún. modern hidrogeológia, azaz a Tóth-féle medencehidraulika és a medencebeli vízáramlások földtani hatótényező szerepét integráló megközelítés áll.

## Díjai, elismerései
- Meinzer Award - Hidrological Society of America (1965)
- President’s Award - International Assotiation of Hydrogeologists (1999)
- King Hubbert Science Award - National Groundwater Association (2003)
- Theis Award - American Institute of Hydrology (2004)
- Magyar Érdemrend középkereszt polgári tagozata állami kitüntetés (2013)
- Magyar Tudományos Akadémia külső tagja (2016)

## Jelentős munkái
| Szerző(k)                                                           | Megjelenés dátuma | Cím |
| Tóth József                                                         | 1962              | A theory of groundwater motion in small drainage basins in Central Alberta, Canada                                                                                       |
| Tóth József                                                         | 1963              | Reply (To S. N. Davis’s discussion of Tóth’s: A theory of groundwater motion in small drainage basins in Central Alberta, Canada)                                        |
| Tóth József                                                         | 1963              | A theoretical analysis of groundwater flow in small drainage basins |
| Tóth József                                                         | 1966              | Groundwater Geology, Movement, Chemistry, and Resources near Olds, Alberta                                                                                               |
| Tóth József                                                         | 1966              | Hozzászólás dr. Szebényi Lajos “Az artézi víz forgalmának mennyiségi meghatározósa” cimű tanulmányához                                                                   |
| Tóth József                                                         | 1970              | A Conceptual Model of the Groundwater Regime and the Hydrogeologic Environment                                                                                           |
| Tóth József                                                         | 1970              | Relation between electric analogue patterns of groundwater flow and accumulation of hydrocarbons                                                                         |
| Tóth József                                                         | 1971              | Groundwater Discharge: A Common Generator of Diverse Geologic and Morphologic Phenomena                                                                                  |
| Tóth József                                                         | 1973              | Hydrogeology and Field Evaluation of a Municipal Well Field, Alberta, Canada                                                                                             |
| Tóth József                                                         | 1978              | Gravity – induced cross-formational flow of formation fluids, Red Earth Region, Alberta, Canada                                                                          |
| Tóth József                                                         | 1978              | Gravity – induced cross-formational water-flow – possible mechanism for transport and accumulation of petroleum                                                          |
| Tóth József                                                         | 1980              | Cross-Formational Gravity-Flow of Groundwater: A Mechanism of the Transport and Accumulation of Petroleum (The Generalized Hydraulic Theory of Petroleum Migration)      |
| Tóth J., Millar R. F.                                               | 1983              | Possible effects of erosional changes of the topography relief on pore pressures at depth                                                                                |
| Tóth J., Skippen G. B.                                              | 1983              | The nuclear fuel waste management program. A report to the Canadian Geoscience Council                                                                                   |
| Tóth József                                                         | 1984              | The Modern Scope of Hydrogeology |
| Tóth J., Millar R. F.                                               | 1985              | Reply (to comment by C.E. Neuzil on Possible effects of erosional changes of the topography relief on pore pressures at depth)                                           |
| Tóth József                                                         | 1987              | Petroleum Hydrogeology: A Potential Application of Groundwater Science                                                                                                   |
| Tóth J., Corbet T.                                                  | 1987              | Post-Paleocene Evolution of Regional Groundwater Flow Systems and their Relation to petroleum accumulations, Taber Area, Southern Alberta, Canada                        |
| Tóth J., Gillard D.                                                 | 1988              | Experimental design and evaluation of a peatland drainage system for forestry by optimization of synthetic hydrographs                                                   |
| Tóth J., Rakhit K.                                                  | 1988              | Exploration for reservoir quality rock bodies by mapping and simulation of potentiometric surface anomalies                                                              |
| Tóth, J., Ophori D. U.                                              | 1989              | Characterization of Ground-Water Flow by Field Mapping and Numerical Simulation, Ross Creek Basin, Alberta, Canada                                                       |
| Tóth, J., Ophori D. U.                                              | 1989              | Patterns of Ground-Water Chemistry, Ross Creek Basin, Alberta, Canada |
| Tóth, J., Ophori D. U.                                              | 1990              | Influence of the location of production wells in unconfined groundwater basins: an analysis by numerical simulation                                                      |
| Tóth, J., Ophori D. U.                                              | 1990              | Relationships in regional groundwater discharge to streams: An analysis by numerical simulation                                                                          |
| Tóth J., Maccagno Md., Otto C. J., Roston B. J.                     | 1991              | Generation and migration of petroleum from abnormally pressured fluid compartments – discussion                                                                          |
| Tóth J., Rostron B. J.                                              | 1992              | Numerical Simulation Of Oil/Oily-Contaminant Migration And Entrapment In A Lenticular Reservoir                                                                          |
| Tóth J., Otto C. J.                                                 | 1993              | Hydrogeology and oil deposits at Pechelbronn-Soultz-Upper Rhine Graben                                                                                                   |
| Tóth J., Parks K. P.                                                | 1995              | Field Evidence for Erosion-Induced Underpressuring in Upper Cretaceous and Tertiary Strata, West Central Alberta, Canada                                                 |
| Tóth József                                                         | 1995              | Hydraulic Continuity In Large Sedimentary Basins |
| Tóth József                                                         | 1996              | Reply to “Comment” by Mazor E. |
| Tóth József                                                         | 1996              | Reply to “Comment on Tóth József, 1995, Hydraulic Continuity in Large Sedimentary Basins” by A.C.M. Laing                                                                |
| Tóth József                                                         | 1996              | Thoughts of a hydrogeologist on vertical migration and near surface geochemical exploration for petroleum                                                                |
| Tóth J., Rostron B.J.                                               | 1996              | Ascending fluid plumes above devonian pinnacle reefs: Numerical modeling and field example from West-Central Alberta, Canada                                             |
| Tóth J., Holysh S.                                                  | 1996              | Flow of formation waters: Likely cause for poor definition of soil gas anomalies over oil fields in East-Central Alberta, Canada                                         |
| Tóth J., Sheng G.                                                   | 1996              | Enhancing Safety Of Nuclear Waste Disposal By Exploiting Regional Groundwater Flow: The Recharge Area Concept                                                            |
| Tóth József                                                         | 1999              | Review: “Groundwater in Geologic Processes” by Steven E. Ingebritsen and Ward E. Sanford                                                                                 |
| Tóth József                                                         | 2000              | Groundwater as a geologic agent: An overview of the causes, processes, and manifestations                                                                                |
| Tóth József                                                         | 2000              | Summary of the sessions on critical evaluation of scientific, technical and social demand for ITGE geological mapping                                                    |
| L. Rybach, J. Tóth                                                  | 2000              | International Satellite Conference “The Geology of Today for Tomorrow”. A Satellite Conference of the World Conference on Science, 1999 June 21-22, Budapest, Hungary    |
| G. Sheng, J. Tóth                                                   | 2000              | Using the recharge area concept as a strategy for siting underground nuclear waste repositories                                                                          |
| Tóth József                                                         | 2000              | Report on Section B: “Protection of Subsurface Aquifers” – GTT Conference. A Satellite Conference of the World Conference on Science, 1999 June 21-22, Budapest, Hungary |
| Tóth József                                                         | 2000              | The key to improvements in aquifer protection: Analytical hydrogeology                                                                                                   |
| Tóth J., Almasi I.                                                  | 2001              | Interpretation of observed fluid potential patterns in a deep sedimentary basin under tectonic compression: Hungarian Great Plain, Pannonian Basin                       |
| Tóth József                                                         | 2002              | József Tóth: An Autobiographical Sketch |
| Tóth József                                                         | 2003              | Fluid-potential patterns and hydrocarbon deposits in groundwater flow-fields induced by gravity and tectonic compression, Hungarian Great Plain, Pannonian Basin         |
| Tóth József                                                         | 2003              | Önéletrajzi vázlat |
| Pethő S., Mádlné Szőnyi J., Tóth J.                                 | 2004              | A Kisalföldi-medence regionális felszín alatti gravitációs vízáramlási képe a hidraulikai adatfeldolgozás alapján                                                        |
| Mádlné Szőnyi J., Simon Sz., Tóth J., Pogácsás Gy.                  | 2005              | Felszíni és felszín alatti vizek kapcsolata a Duna-Tisza közi Kelemen-szék és Kolon-tó esetében                                                                          |
| Tóth József                                                         | 2005              | The Canadian School of Hydrogeology: History and Legacy |
| Tóth József                                                         | 2006              | Átfogó kép az Alföld felszín alatti vízáramlás-rendszereinek jellegzetes tulajdonságairól                                                                                |
| Tóth J., Mádl-Szőnyi J.                                             | 2007              | “A Duna-Tisza Köze Vízföldtani Típusszelvény” és a Szikesedés Összefüggései                                                                                              |
| Czauner B.,Tóth J., Mádl-Szőnyi J., Pogácsás Gy.                    | 2008              | Hidraulic potential anomaly indicating thermal water reservoir and gas pool near Berekfürdő, Trans-Tisza Region, Hungary                                                 |
| Tóth J., Mádl-Szőnyi J.                                             | 2008              | Soil and wetland salinization in the framework of the Danube–Tisza Interfluve hydrogeologic type section                                                                 |
| Tóth J., Mádl-Szőnyi J.                                             | 2009              | A hydrogeological type section for the Duna-Tisza Interfluve, Hungary |
| József Tóth                                                         | 2009              | Gravitational Systems of Groundwater Flow - Theory, Evaluation, Utilization                                                                                              |
| Tóth J., Hayashi M.                                                 | 2010              | The theory of basinal gravity flow of groundwater and its impacts on hydrogeology in Japan                                                                               |
| Tóth József                                                         | 2015              | Geothermal phenomena in the context of gravity-driven basinal flow of groundwater                                                                                        |
| Xing Gong, József Tóth, Xueqiang Yang, Bingxiang Yuan & Deluan Feng | 2018              | A numerical model in predicting the initial karst development in porous limestone                                                                                        |